# Pokój w Buczaczu
Pokój buczacki – nieratyfikowany przez polski sejm traktat pokojowy, podpisany 16 lub 18 października 1672 w Buczaczu pomiędzy Imperium Osmańskim i Rzeczpospolitą, który zakładał oddanie we władanie Turcji wschodnich ziem Polski. Traktat podpisano w trakcie wojny polsko-tureckiej toczonej w latach 1672–1676.

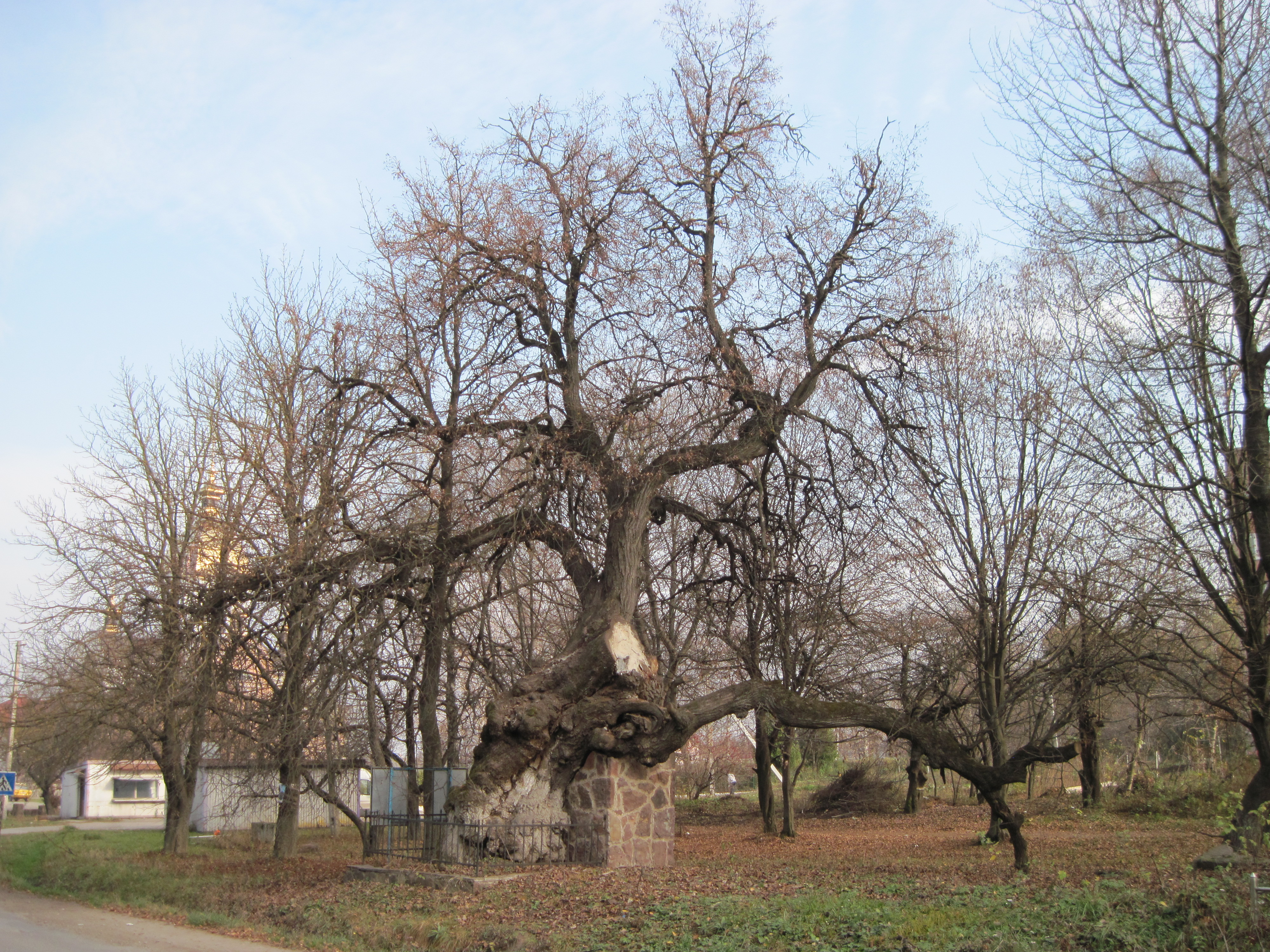
Lipa w Buczaczu

Turcy, wykorzystując wewnętrzne problemy Polski, zaatakowali w sile 80 tysięcy żołnierzy i po zdobyciu twierdzy w Kamieńcu Podolskim w dniu 27 sierpnia zajęli Podole, a następnie 20 września oblegli Lwów. Ówczesny król Polski, Michał Korybut Wiśniowiecki, nie mogąc zwołać armii, która mogłaby się przeciwstawić Turkom, oraz przestraszywszy się ich potęgi, oddał województwa podolskie, bracławskie i południową część prawobrzeżnego województwa kijowskiego i zgodził się płacić haracz w wysokości 22 000 talarów rocznie w zamian za pokój. Płacenie go miało ustanowić Polskę w równym rzędzie z lennikami tureckimi takimi jak Chanat Krymski czy Wołoszczyzna.
Traktat ten był nazywany często „haniebnym pokojem w Buczaczu”. Rzeczpospolita, w przypadku ratyfikacji traktatu przez Sejm, mogłaby stać się państwem teoretycznie zależnym od Imperium Osmańskiego.
Jednakże szlachta, przerażona jego zawarciem, uchwaliła na sejmie specjalne podatki na wojnę oraz odrzuciła jego ratyfikację, co było jednoznaczne z odrzuceniem jakiejkolwiek formy podporządkowania się Turcji. Rok później, w 1673 armia polska pod wodzą hetmana Jana Sobieskiego pokonała Turków pod Chocimiem, co ostatecznie podważyło ustalenia traktatowe, oraz ponownie w 1676 roku w bitwie pod Żurawnem. Skutkiem było podpisanie rozejmu w Żurawnie w 1676 i odzyskanie części Podola (bez Kamieńca Podolskiego) oraz rezygnacja Imperium Osmańskiego z próby zhołdowania Rzeczypospolitej. Wszystkie ziemie Rzeczpospolita odzyskała w 1699 na mocy postanowień traktatu w Karłowicach.
Zwycięstwo miało też kolejny skutek. Chwała wojenna, jaką zdobył hetman Jan Sobieski, sprawiła, że został wybrany na króla Polski (19 maja 1674).